# Декабристы (фильм)
«Декабристы» — первый в СССР фильм о восстании декабристов, историко-биографическая драма; создан в 1926 году, немой.

## История создания

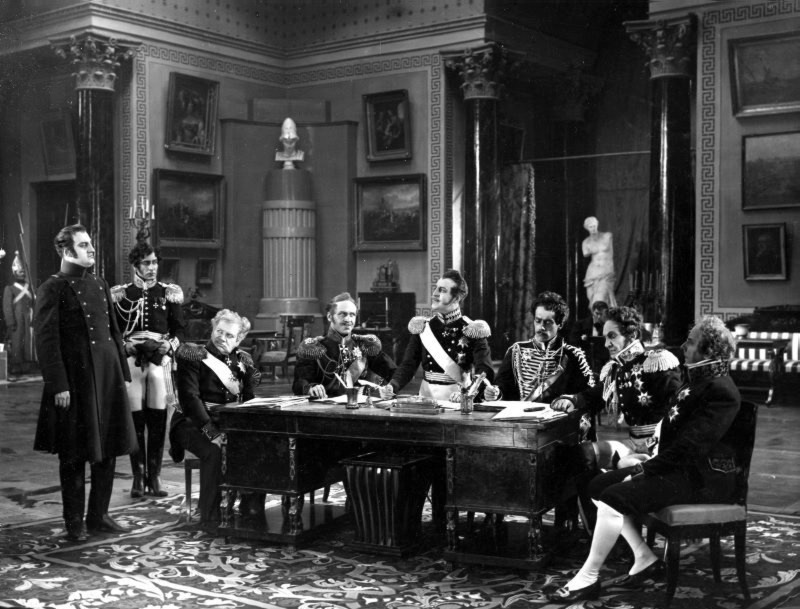
Кадр из фильма

Фильм был снят Александром Ивановским к 100-летнему юбилею восстания декабристов на студии «Ленинградкино» и стал третьей совместной работой Ивановского с известным историком Павлом Щёголевым.
Премьера фильма состоялась 8 февраля 1927 года.

## Сюжет
Фильм воссоздаёт историю движения декабристов: вспышки крестьянских мятежей, организацию дворянских кружков и собственно восстание; на фоне этих событий разворачивается романтическая история любви декабриста Ивана Анненкова и французской модистки Полины Гебль.

## В ролях
- Евгений Боронихин — император Николай I
- Владимир Максимов — император Александр I
- Варвара Анненкова — Полина Гебль-Анненкова
- Борис Тамарин — декабрист Иван Александрович Анненков
- Тамара Годлевская — княгиня Екатерина Ивановна Трубецкая
- Геннадий Мичурин — князь Сергей Петрович Трубецкой
- Константин Каренин — декабрист Павел Иванович Пестель
- П. Волконский — декабрист Пётр Григорьевич Каховский
- Петр Подвальный — декабрист Александр Бестужев
- Александр Лариков — декабрист Якубович
- Сергей Шишко — декабрист Кондратий Федорович Рылеев
- Ольга Спирова — Наталия Рылеева, жена декабриста
- Александра Грибунина — мать Анненкова
- Владимир Кригер — управляющий имением Анненковых
- Сергей Глаголин — лакей Николка
- Иван Худолеев — Якоби, родственник Анненковых
- Николай Лебедев — князь Оболенский
- Эдуард Иогансон
- Петр Андреевский — цесаревич Константин
- Борис Медведев — Стремоухов
- Нина Млодзинская — балерина Телешова

## Критика
Фильм подвергался жёсткой критике. Высказывалось мнение, что фильм «Декабристы» — это «образчик того, как не нужно делать „исторические картины“». 
Один из рецензентов утверждал, что «история декабрьского восстания рассказана неправильно» как бы «увиденной из окна модного магазина, где служила продавщицей француженка Полина Гебль». Он писал: «„Декабристы“ — обычная „любовная“ картина. И вовсе не случайно Анненков оказывается несколько неумным. Он слишком влюблён … Не умён и Рылеев, не умён и Трубецкой — все они больше интересуются поцелуями, чем даже разговорами о восстании, не говоря уже о самом восстании». О постановке было написано: «Если с историей в ней не лучше, чем в других „исторических“, — в смысле эффектности она значительно выше многих недавно показанных „исторических“. Правда, эффектности, специфической, театральной».
Кинокритик Владимир Недоброво увидел в «Декабристах» повторение и умножение ошибок одного из предыдущих фильмов А. Ивановского «Дворец и крепость»: «Прежняя оперность. Тяжеловесность. Безмонтажие. Томительность темпа. Литературщина. Мелодекламация актёров … Неизобретательность в режиссёрской работе до таких пределов, что полностью повторяются когда-то расхваленные параллели и ассоциации „Дворца и крепости“».  
Сценарист Михаил Блейман в своей рецензии 1927 года отмечал: «Заслуживают одобрения точность костюмов и такая же точность в подборе гримов. В картине нет грехов против обстановки, за исключением съёмки на Сенатской площади на фоне не существовавших тогда зданий Сената и Синода. Есть и эффектно снятые сцены». При этом он резко критиковал фильм: «Актёры с достоинством носят специально сшитые золототканые мундиры и пытаются „показать чувства“. Аккуратно чередуются ненужные роскошные павильоны. Колоссальные средства истрачены впустую из-за неумелой режиссуры и поверхностности подхода к большой исторической теме. Этот фильм состоит из декорации и мундиров». В другой публикации он сетовал, что «А. В. Ивановский превратил заслуживавшую трагического и эпического воплощения картину о декабристах» в «мелодраму о том, как жестокое правительство разлучило влюблённых Полину Гебль и Анненкова».
Писатель и литературовед Юрий Тынянов упоминал фильм в негативном контексте и утверждал, что сценарий фильма «С. В. Д.» был написан в «противовес мундирам, безвкусице и параду, данным в „Декабристах“».
Киновед Ромил Соболев отмечал, что «и третьем своём историческом произведении — „Декабристы“ — Ивановский и Щёголев вернулись к привычной уже схеме мелодрамы, протекающей на широком общественном фоне». Однако, по мнению критика, «история романтической любви декабриста Ивана Анненского
и француженки Полины Гебль … плохо увязывалась с главным: с мозаикой эпизодов, рассказывающих о вспышках крестьянских мятежей, организации дворянских кружков, восстании декабристов». При этом «в центре картины романтическая история, а декабристы показаны только фоном», что сам режиссёр Ивановский в своих воспоминаниях считал ошибкой.